# Hellmuth Bräuer
Hellmuth Bräuer (* 2. Dezember 1919 in Dresden; † 1. Juli 1958 ebenda) war ein deutscher Architekt.

## Leben

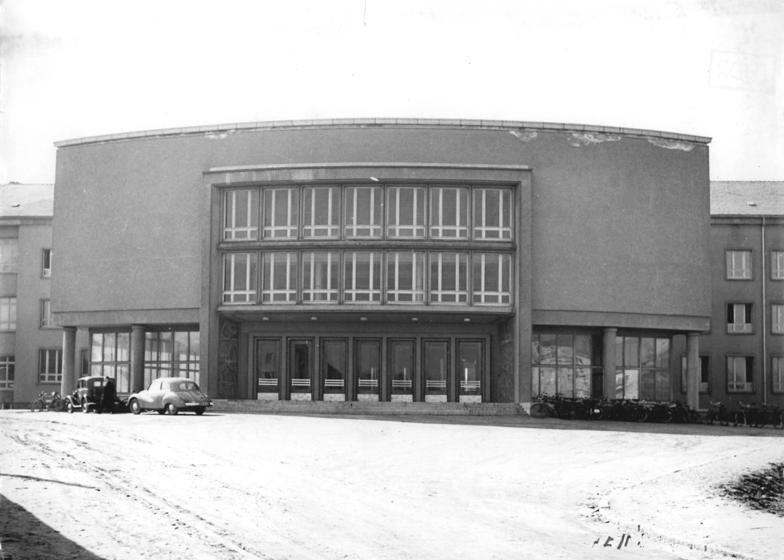
Clemens-Winkler-Bau der TU Bergakademie Freiberg

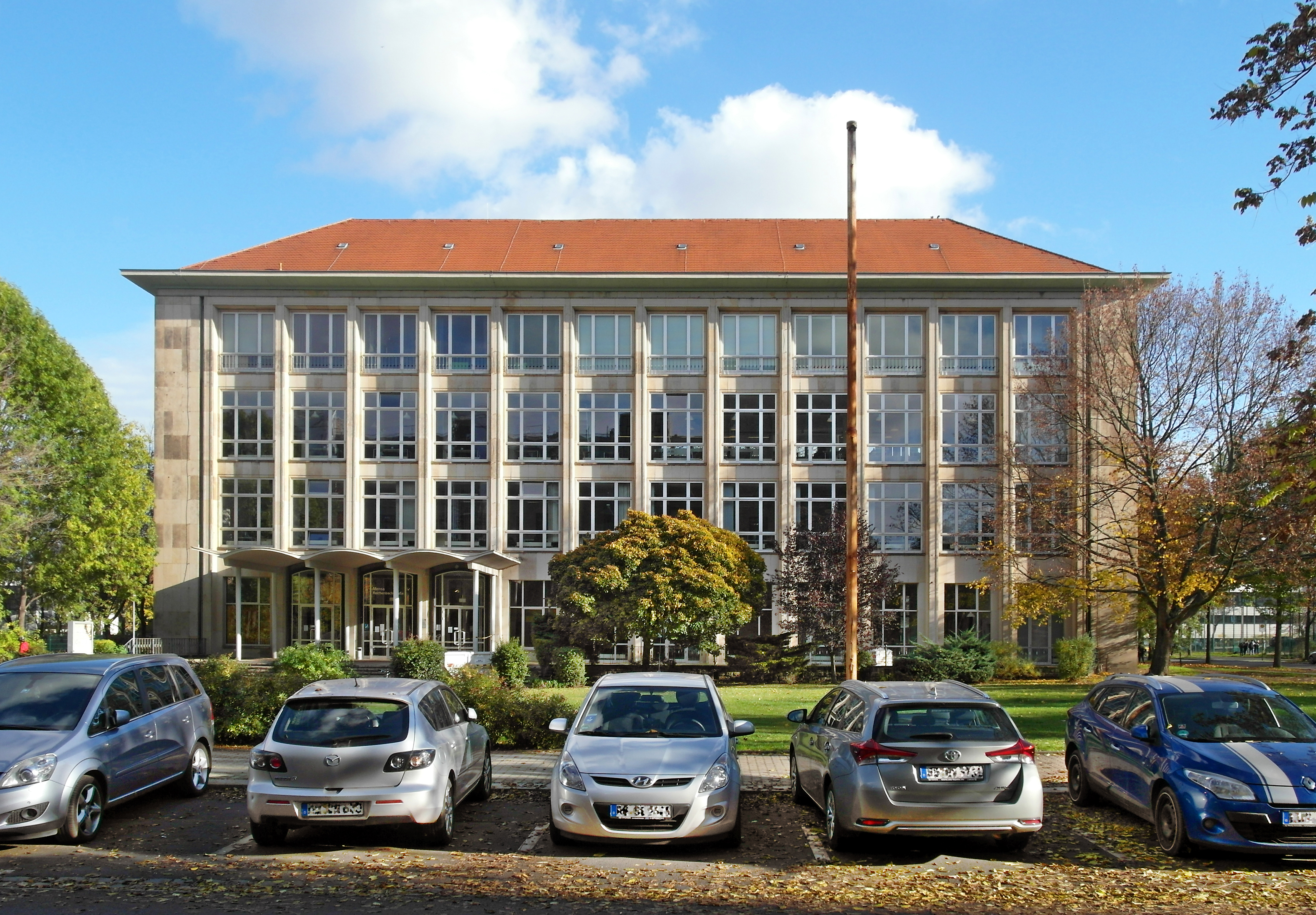
Mensa Reichenbachstraße der ehemaligen HfV Dresden

Nach dem Schulbesuch in Dresden absolvierte Bräuer zunächst eine Maurerlehre und studierte anschließend an der Staatsbauschule für Hoch- und Tiefbau Dresden Hochbau. Er schloss das Studium 1937 erfolgreich ab. Als Soldat diente er im Zweiten Weltkrieg und geriet in britische Kriegsgefangenschaft, aus der er 1947 nach Dresden zurückkehrte.
Er arbeitete zunächst ab 1947 im Referat für Wiederaufbau der Stadt Dresden, wo er den Architekten Franz Ehrlich kennenlernte. Als Ehrlich ein eigenes Entwurfsbüro gründete, folgte Bräuer ihm. Unter Ehrlich war er bis 1950 an verschiedenen Großprojekten in Berlin und Dresden beteiligt. Ab 1950 arbeitete Bräuer im Volkseigenen Betriebs (VEB) Industrie-Entwurf und entwarf als Mitarbeiter im Kollektiv (u. a. mit Herbert Terpitz) den Bau des Chemischen Instituts der TU Bergakademie Freiberg (Clemens-Winkler-Bau, Altbau), der 1954 eröffnet wurde. Das Gebäude steht als „architektonisch bemerkenswerter Bau der fünfziger Jahre“ unter Denkmalschutz. Im Jahr 1953 wurde Bräuer Leiter des VEB Industrie-Entwurf.
In seiner Heimatstadt Dresden entwarf Bräuer mit Horst Möhlenhoff die Mensa der Hochschule für Verkehrswesen (seit 2022 Mensa Matrix), die 1960 eröffnet wurde. Der Bau gilt als „charakteristisches Beispiel für den Wechsel von der Nationalen Bautradition der fünfziger Jahre[…] zu moderneren Bauformen nach westlichem Vorbild um 1960 in der DDR-Architektur“ und steht unter Denkmalschutz.
Bräuer wirkte ab 1953 und über mehrere Jahre als erster Vorsitzender der Bezirksgruppe Dresden des Bundes der Architekten der DDR und war Stadtverordneter der Stadt Dresden. Sein Nachruf in der Zeitung Sächsische Neueste Nachrichten hob unter anderem „seine Bemühungen auf dem Gebiete der industriellen Formgebung“ und seine „städtebaulichen Kompositionen für den Aufbau der Dresdner Neustadt“ hervor. Bräuer verstarb im Alter von nur 38 Jahren in Dresden. Sein Grab befindet sich auf dem Äußeren Briesnitzer Friedhof. Bräuers Sohn Michael Bräuer (* 1943) ist ebenfalls als Architekt tätig.

## Bauten (Auswahl)
- 1949–1950: Ministerium des Inneren, Berlin (technische und künstlerische Oberleitung)
- 1949–1950: Hauptverwaltung der Deutschen Volkspolizei, Berlin (technische und künstlerische Oberleitung)
- 1951–1954: Chemisches Institut der Bergakademie Freiberg
- 1951–1952: Gießerei, Coswig
- 1951–1952: Großküchenbau der SAG Sachsenwerk, Dresden
- 1951–1952: Kultursaal des VEB Bleierz, Halsbrücke
- 1957–1958: Mensa der Hochschule für Verkehrswesen, Dresden
- Entwürfe u. a. für die Planung der Dresdner Innenstadt und den Wiederaufbau der Dresdner Neustadt (um 1956)
- Preisträger des städtebaulichen Wettbewerbs Fennpfuhl[7]

## Veröffentlichungen
- mit Kurt Junghanns: Kritische Bemerkungen zur Neugestaltung Dresdens. In: Deutsche Architektur, Band 2, 1953, S. 13–19.
- Wo bleibt der Dresdner Plan? In: Deutsche Architektur, Band 4, 1953, S. 173–178.
- mit Otto Baer: Projektierung Dresden-Neustadt. In: Deutsche Architektur, Band 5, 1956, S. 82–85.